# Sabine Funke
Sabine Funke (* 1955 in Bochum) ist eine deutsche Malerin.
Sie lebt seit 1987 als freischaffende Künstlerin in Karlsruhe.

## Leben und Werk
Funke studierte Kunstgeschichte an der Ruhruniversität in Bochum, an der Folkwang Universität freie Grafik sowie Malerei und Kunsttheorie an der Städelschule in Frankfurt am Main. Das Studium schloss sie als Meisterschülerin bei Raimer Jochims ab.
Ihre Arbeiten wurden in Deutschland in mehreren Gruppenausstellung sowie Einzelausstellungen unter anderem in der Kunsthalle Bielefeld, der Kunsthalle Mannheim, in der Orangerie der Kunsthalle Karlsruhe, dem Josef Albers Museum in Bottrop, der Städtischen Galerie Karlsruhe und in der Städtischen Galerie in Offenburg gezeigt.
Die Malerin beschäftigt sich mit der Interaktion der Farben
und steht in der Tradition der Farbfeldmalerei. Die Künstlerin malt mit stark verdünnten Acrylfarben auf Holztafeln (Tafelbilder) und seit 2018 auf Leinwand. Seit 1999 realisiert sie zudem großformatige Farbfeldkompositionen direkt auf der Wand. Bei der Wandmalerei steht die räumliche Wirkung der Farben im Vordergrund, wobei die Farbfelder einen direkten Bezug zur Architektur aufnehmen und den Raum entmaterialisieren.

## Arbeit (Auswahl)

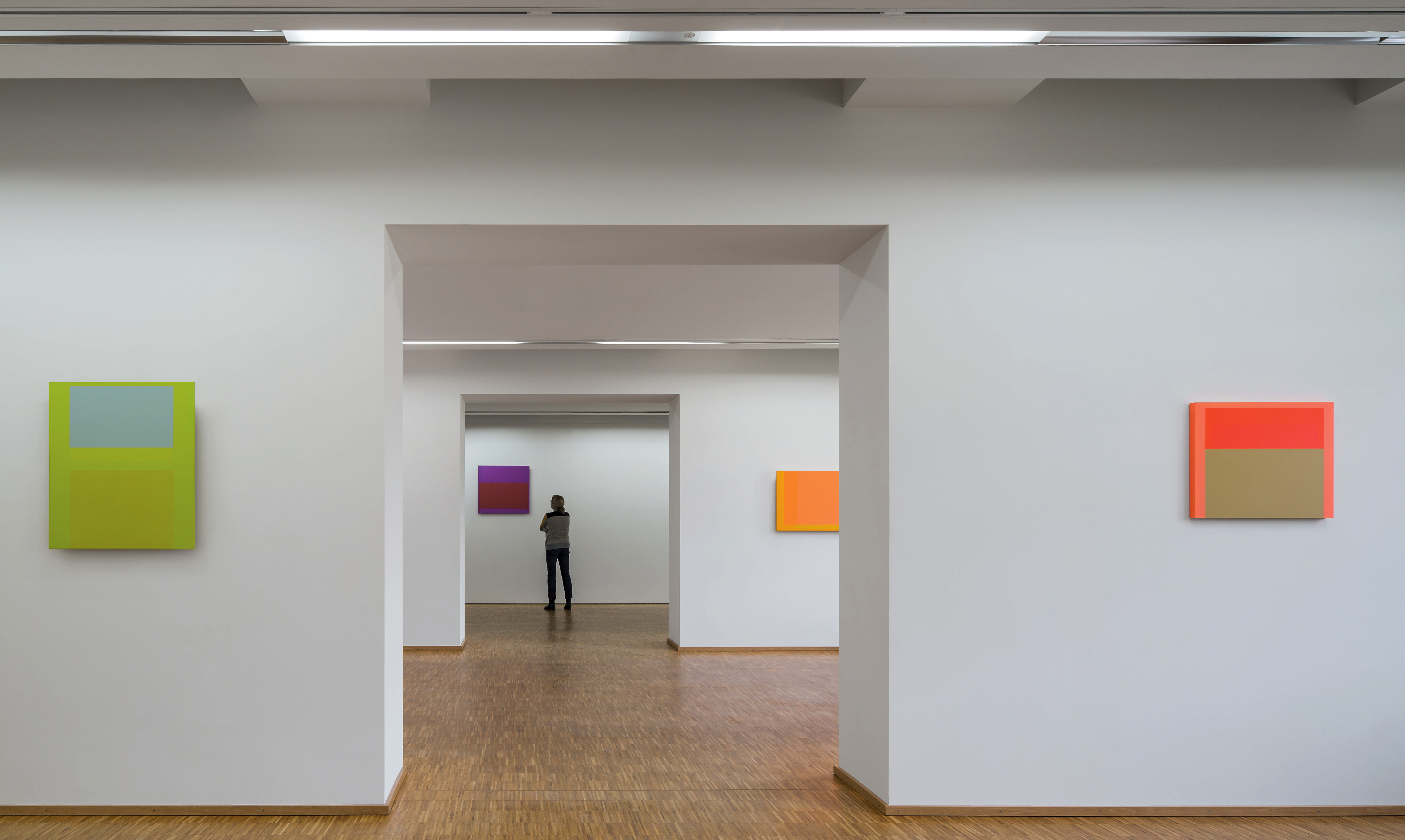
Städtische Galerie Offenburg, 2013
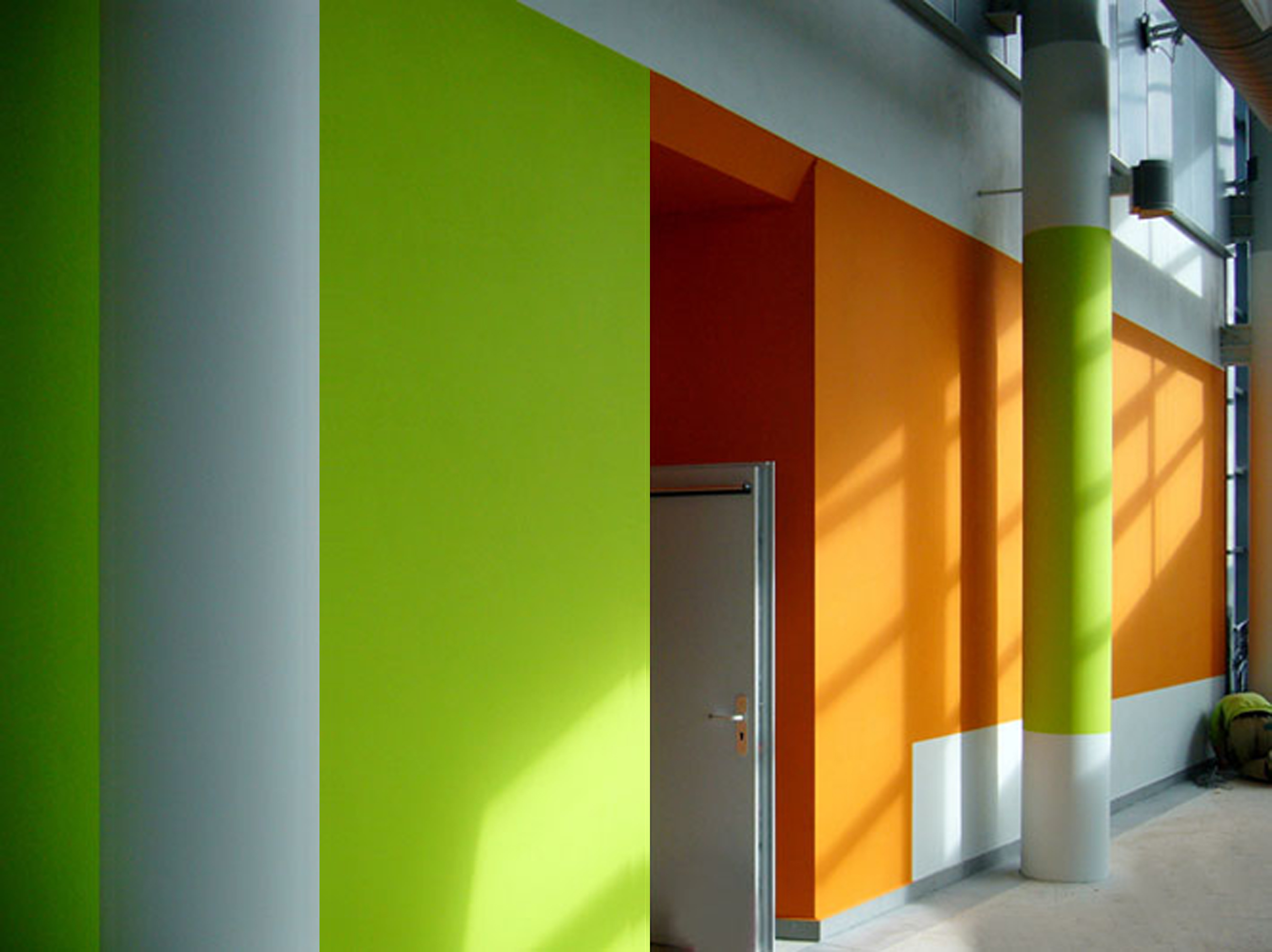
Kunst am Bau Flughafen Köln-Wahn, 2009
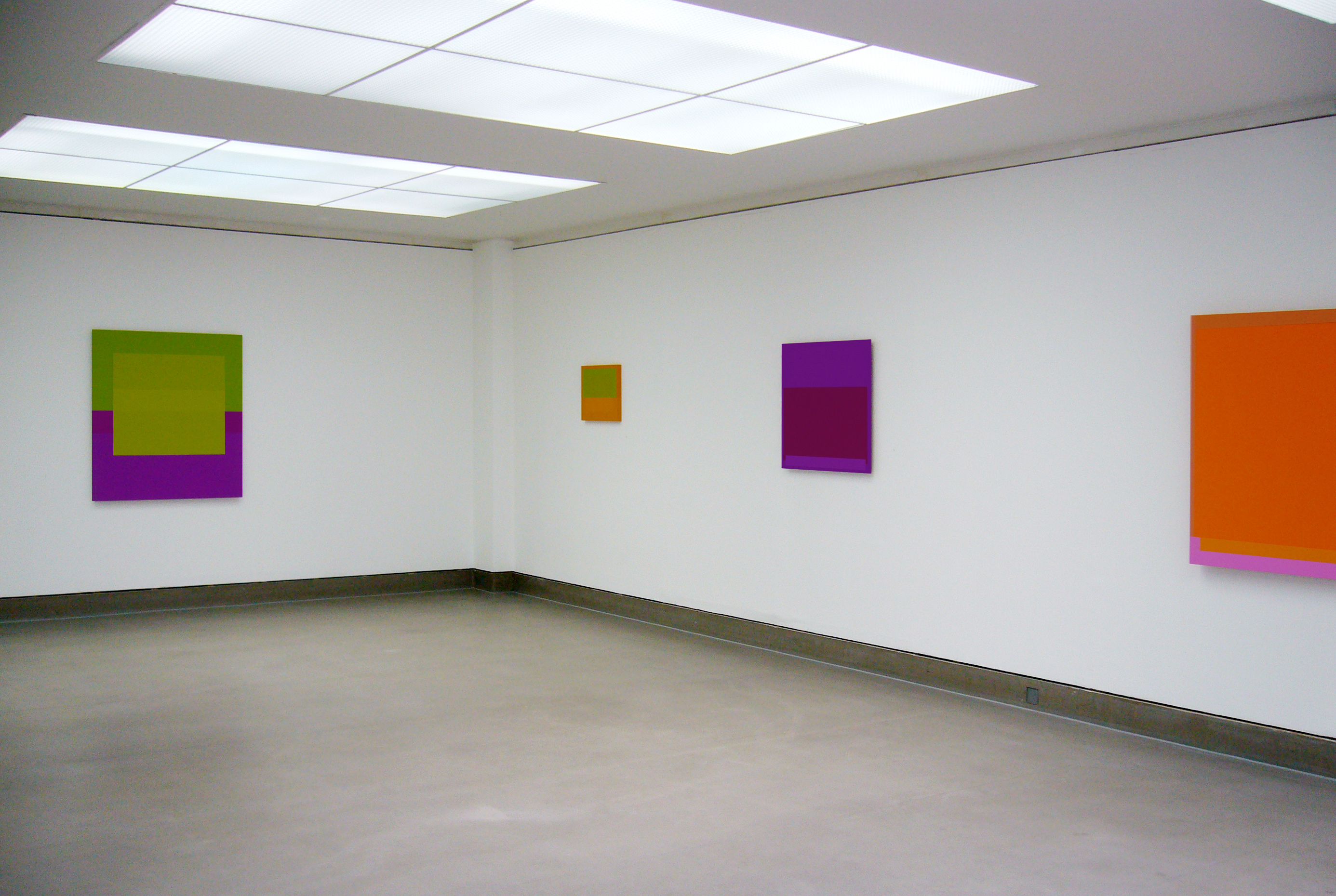
Gesellschaft für Kunst und Gestaltung Bonn, 2010
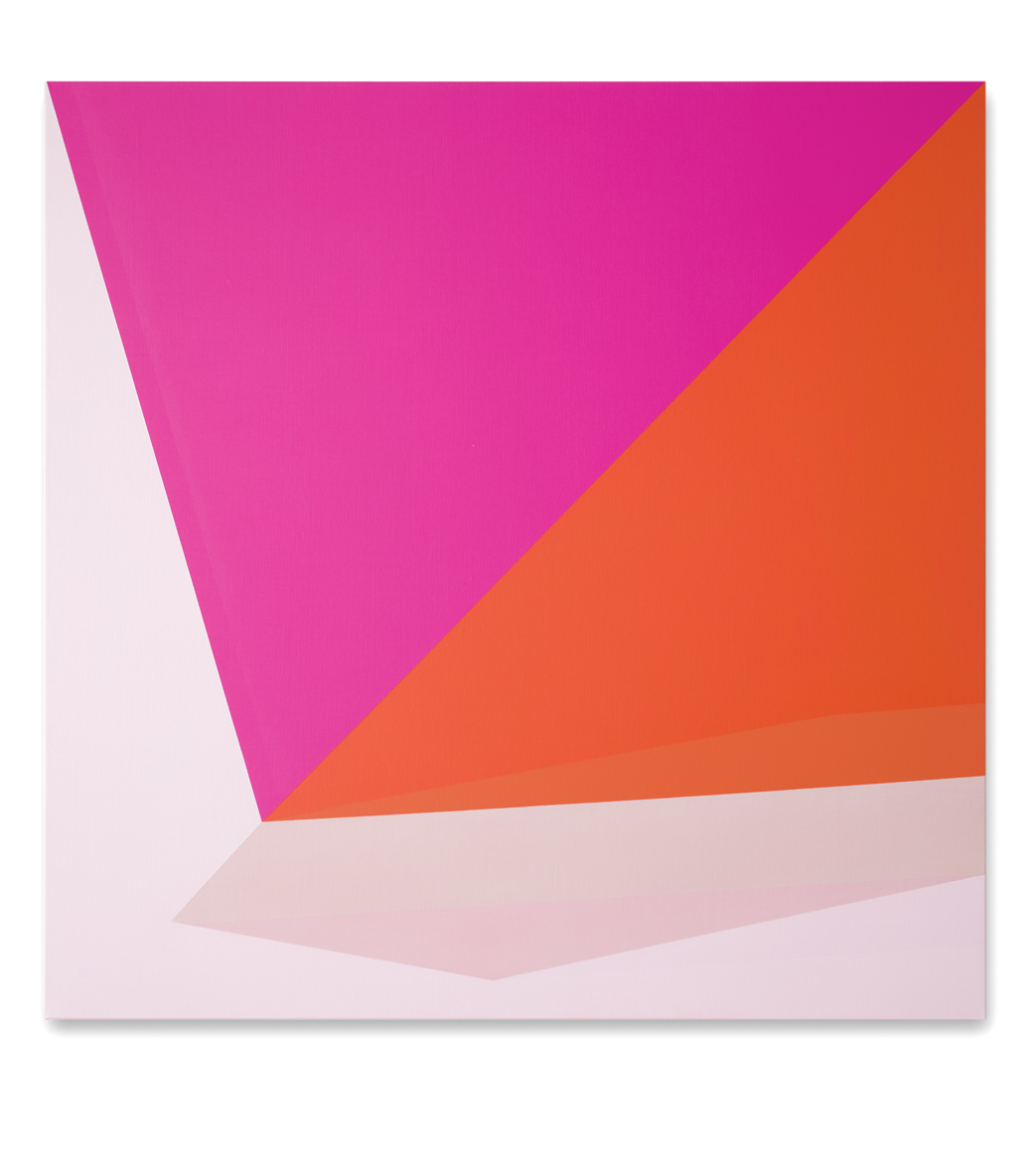
Gebeugtes Feld 120 × 120 cm

## Preise und Auszeichnungen
- 1985 Stipendium der Kunststiftung Baden-Württemberg[5]
- 1995 Förderpreis für Malerei des Westfälischen Kunstvereins Münster
- 1995 Stipendium der Deutschen Akademie Rom Casa Baldi[6] in Olevano Romano
- 2001 Stipendium der Stiftung Kulturfonds Berlin, in Ahrenshoop.
- 2005 Hanna-Nagel-Preis

## Einzelausstellungen (Auswahl)
- 2019 Sabine Funke. wie gemalt. Galerie Rottloff, Karlsruhe[7]
- 2013 Farbe. Sabine Funke. Städtische Galerie Offenburg 2013; Städt. Galerie Offenburg.

Katalog zur Ausstellung: Karlsruhe, Engelhardt & Bauer 2013. ISBN 978-3-941850-49-1.
- 2009 Sabine Funke: diafan.  Städtische Galerie Karlsruhe.

Katalog. Hrsg. Förderkreis Städtische Galerie Karlsruhe. Karlsruhe: Engelhardt & Bauer 2009.
- 2006 Sabine Funke, Gemälde. Struktur. Ein Raum für Luis Barragán. Josef Albers Museum Quadrat Bottrop.

Katalog: Karlsruhe, Engelhardt & Bauer 2006.
- 2005 Sabine Funke, Hannah Nagel Preisträgerin 2005.

Katalog. Hrsg. Badischer Kunstverein. Info Verlag, Lindemanns Bibliothek 2005.
- 1997 Sabine Funke, Tafelbilder und Papierarbeiten. raum für kunst, Frankfurt/M. und Galerie Rottloff, Karlsruhe;

Katalog.  Karlsruhe: Engelhardt & Bauer 1997.
- 1994 Sabine Funke, Farbe. Dominikanerkloster Frankfurt am Main 1994, Galerie Tilo Ruppert.

Katalog. Landau / Ev. Regionalverband Frankfurt/Main; 
- 1991 Sabine Funke, Lichtschichten und Schattenräume.1991, Badischer Kunstverein Karlsruhe.

Katalog. Karlsruhe: Engelhardt & Bauer 1991. ISBN 3-89309-050-9.
- 1987  Sabine Funke: Wandskulpturen,  Städtische Kunsthalle Mannheim.

Katalog. Hrsg. Arbeitskreis Stadtzeichner Alsfeld. ISBN 3-89165-039-6.
- 1984 in-an, Objekte und Collagen. Sabine Funke. Kunsthalle Bielefeld.

Katalog. Kunsthalle Bielefeld 1984.